# دوجورپای غول
دوجورپای غول (نام علمی: Alicella gigantea) نام یک گونه از راسته دوجورپایان است.